# Łasice
Łasice [pronunciación en polaco: /waˈɕlo͡sɛ/] es un pueblo ubicado en el distrito administrativo de Gmina Brochów, dentro del Condado de Sochaczew, Voivodato de Mazovia, en el este de Polonia central. Se encuentra aproximadamente a 4 kilómetros al norte de Brochów, a 14 kilómetros al norte de Sochaczew, y a 53 kilómetros al oeste de Varsovia.